# (9999) Wiles
(9999) Wiles est un astéroïde de la ceinture principale.

## Description
(9999) Wiles est un astéroïde de la ceinture principale. Il fut découvert par Cornelis Johannes van Houten, Ingrid van Houten-Groeneveld et Tom Gehrels le 29 septembre 1973 à l'observatoire Palomar. Il présente une orbite caractérisée par un demi-grand axe de 2,83 UA, une excentricité de 0,07 et une inclinaison de 3,2° par rapport à l'écliptique.
Il fut nommé en l'honneur du mathématicien britannique Andrew J. Wiles (né en 1953), qui résolut le dernier théorème de Fermat, resté irrésolu pendant plus de 350 ans.

## Compléments